# Dekanat Czortków
Dekanat Czortków – jeden z 12 dekanatów rzymskokatolickich w archidiecezji lwowskiej na Ukrainie. Dekanat został ponownie utworzony w 1994 roku. Obecnie na terenie dekanatu jest 16 kapłanów i 51 parafii (39 parafii nie posiada kapłana, ale w opisie dekanatu są to parafie z przynależnością posługi).

## Zgromadzenia Zakonne
- Siostry Służebniczki Przenajświętszej Dziewicy Maryi Niepokalanie Poczętej (służebniczki NMP) – Białobożnica.
- Zakon Braci Mniejszych (bernardyni) – Olchowczyk, Husiatyn, Szydłowce.
- Zakon Świętego Dominika (dominikanie), Klasztor Dominikańskiego Zakonu Lwowskiej Archidiecezji Kościoła Rzymskokatolickiego – Czortków.

## Parafie
- 1848 – Budzanów, Czortków, Husiatyn, Jagielnica, Kopyczyńce, Liczkowce, Petlikowce, Sidorów[3]
- 1853 – oprócz wymienionych wyżej parafii została utworzona expozytura Chorostków[4]
- 1867 – Budzanów, Czortków, Husiatyn, Jagielnica, Kopyczyńce, Liczkowce, Petlikowce, Sidorów; kapelanii – Chomiakówka, Chorostków, expozytura – Żabińce[5]

### Obecnie
- Baworów (Баворів) – parafia św. Wacława Męczennika (kościół dojazdowy).
- Bereżanka (Бережанка) – parafia Przenajświętszej Trójcy (kościół dojazdowy).
- Białobożnica (Білобожниця) – parafia Świętych Apostołów Piotra i Pawła.
- Biały Potok (Білий Потік) – parafia MB Częstochowskiej (kościół dojazdowy).
- Borszczów (Борщів) – parafia Przenajświętszej Trójcy (kościół dojazdowy).
- Buczacz (Бучач) – parafia Najświętszej Maryi Panny z Góry Karmel.
- Budzanów (Буданів) – parafia Podwyższenia Krzyża Świętego (kościół dojazdowy).
- Burdiakowce (Бурдяківці) – parafia Narodzenia NMP (kościół dojazdowy).
- Chomiakówka (Хом’яківка) – parafia Przemienienia Pańskiego (kościół dojazdowy).
- Chorostków (Хоростків) – parafia św. Michała Archanioła.
- Czabarówka (Чабарівка) – parafia św. Michała Archanioła (kościół dojazdowy).
- Czortków (Чортків) – parafia NMP Różańcowej i św. Stanisława.
- Cygany (Цигани) – parafia Świętych Apostołów Piotra i Pawła (kościół dojazdowy).
- Głęboczek (Глибочок) – parafia św. Mikołaja i Narodz. NMP (kościół dojazdowy).
- Howiłów Wielki (Великий Говилів) – parafia św. Zofii (kościół dojazdowy).
- Husiatyn (Гусятин) – parafia św. Antoniego.
- Jabłonów (Яблунів) – parafia św. Elżbiety (kościół dojazdowy).
- Jagielnica (Ягільниця) – parafia Wniebowzięcia NMP (kościół dojazdowy).
- Jazłowiec (Язлівець) – parafia Wniebowzięcia NMP i bł. Marceliny Darowskiej.
- Jezierzany (Озеряни) – parafia św. Anny (kościół dojazdowy).
- Kociubińce (Коцюбинці) – parafia Świętych Apostołów Piotra i Pawła (kościół dojazdowy).
- Kopyczyńce (Копичинці) – parafia Wniebowzięcia NMP.
- Kopyczyńce-Więzienie (Копичинці-в’язниця) – parafia Narodzenia NMP (kościół dojazdowy).
- Koropiec (Коропець) – parafia św. Mikołaja (kościół dojazdowy).
- Lisowce (Лисівці) – parafia Przenajświętszego Serca Jezusa (kościół dojazdowy).
- Łosiacz (Лосяч) – parafia św. Antoniego.
- Łoszniów (Лошнів) – parafia św. Jana Kantego (kościół dojazdowy).
- Nowosiółka Biskupia (Збручанське) – parafia św. Jana Nepomucena (kościół dojazdowy).
- Okopy (Окопи) – parafia Przenajświętszej Trójcy.
- Olchowczyk (Вільхівчик) – par. Przenajświętszego Serca Jezusa (kościół dojazd.)
- Petlikowce Stare (Старі Петликівці) – parafia Narodzenia NMP (kościół dojazdowy).
- Piłatkowce (Пилатківці) – parafia św. Jadwigi Śląskiej (kościół dojazdowy).
- Porchowa (Порохова) – parafia Bożego Miłosierdzia (kościół dojazdowy).
- Potok Złoty (Золотий Потік) – parafia Narodzenia NMP (kościół dojazdowy).
- Probużna (Пробіжна) – parafia Przemienienia Pańskiego (kościół dojazdowy).
- Przechody (Переходи) (Чорний Ліс) – parafia św. Jana Nepomucena (kościół dojazdowy).
- Różanówka (Рожанівка) – parafia Świętych Apostołów Piotra i Pawła (kościół dojazdowy).
- Rydoduby (Ридодуби) – parafia Wniebowzięcia NMP.
- Siemakowce (Семаківці) – parafia Przemienienia Pańskiego (kościół dojazdowy).
- Skała Podolska (Скала-Подільська) – parafia Wniebowzięcia NMP (kościół dojazdowy).
- Skomorochy (Скоморохи) – parafia Wniebowzięcia NMP (kościół dojazdowy).
- Szmańkowce (Шманьківці) – parafia św. Marii Magdaleny (kościół dojazdowy).
- Szydłowce (Шидлівці) – parafia Świętego Ducha (kościół dojazdowy).
- Szypowce (Шипівці) – parafia Bożego Miłosierdzia (kościół dojazdowy).
- Tłuste (Товсте) – parafia św. Anny (kościół dojazdowy).
- Trembowla (Теребовля) – parafia św. Apostołow Piotra i Pawła.
- Trybuchowce (Трибухівці) – parafia MB Nieustającej Pomocy (kościół dojazdowy).
- Uście Zielone (Устя-Зелене) – parafia św. Rozalii (kościół dojazdowy).
- Wierzchniakowce (Верхняківці) – parafia św. Antoniego (kościół dojazdowy).
- Zalesie (Залісся) – parafia Wniebowzięcia NMP (kościół dojazdowy).
- Zaleszczyki (Заліщики) – parafia św. Stanisława (kościół dojazdowy).

## Dziekani
- Jan Wojnarowski, proboszcz w Kopyczyńcach (1848)[6], dziekan w Jazłowcu (1837)[7]
- Michał Erazm de Kulczycki (ur. 1786[8], zm. 5 kwietnia 1864[9]), proboszcz w Budzanowie, kanonik honorowy[8]
- Stanisław Gromnicki, 1901[10]

### Tymczasowi
- Konstanty Kopertyński, proboszcz w Jagielnicy (1867)[11]
- Wojciech Grocholski, proboszcz w Budzanowie (1890)[12]